# Jozefina Topalli
Jozefina Topalli (Coba) er en albansk politiker. Hun er født 26. november 1963 i Shkodra.
Hun er uddannet i matematik og jura og har været på studieophold på Universitetet i Padova i 1995.
Hun har været ansat i Handelskammeret i Shkodra, og har senere været lærer ved og kansler for Universitetet i Shkodra.
Hun er et fremtrædende medlem af Demokraterne og blev næstformand efter Genc Pollo. Hun har været næstformand for Parlamentet og blev parlamentsformand efter valget i 2005.